# الثقافة النورمانية العربية البيزنطية

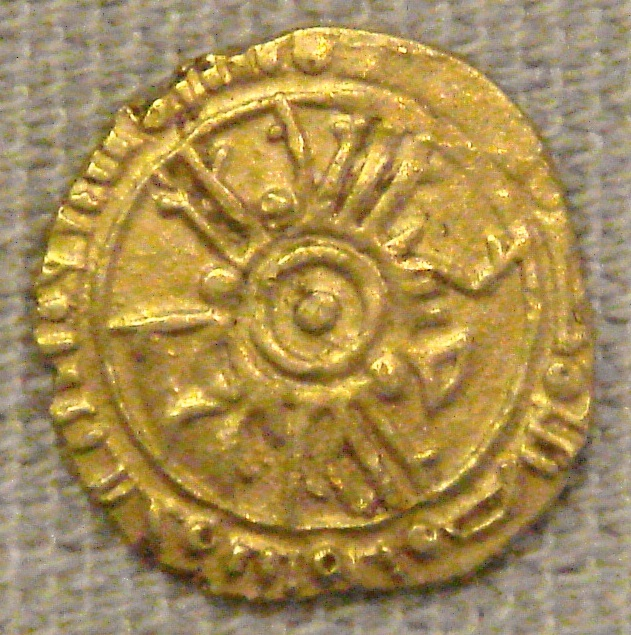
سك
ذهبي طري نورماني من روجر الثاني ملك صقلية، بنقوش عربية، وسكت في باليرمو. الآن في المتحف البريطاني.

الثقافة النورمانية العربية البيزنطية، أو الثقافة النورمانية-الصقلية، أو بشكل أقل شمولًا الثقافة النورمانية العربية (يشار إليها أحيانًا باسم «الحضارة العربية النورمانية») مصطلح يشير إلى تفاعل الثقافات النورمانية، واللاتينية، والعربية، والرومية البيزنطية بعد غزو النورمان لصقلية وأفريقيا النورمانية من 1061 حتى نحو 1250. نتجت هذه الحضارة عن التبادلات العديدة في المجالات الثقافية والعلمية، والتي اعتمدت على التسامح الذي أظهره النورمان تجاه السكان الناطقين باليونانية والمستوطنين المسلمين. ونتيجة لذلك، أصبحت صقلية تحت حكم النورمان بمثابة تقاطع طرق للتفاعل بين الثقافات النورمانية، والكاثوليكية اللاتينية، والبيزنطية الأرثوذكسية، والعربية الإسلامية.

## غزو النورمان لصقلية

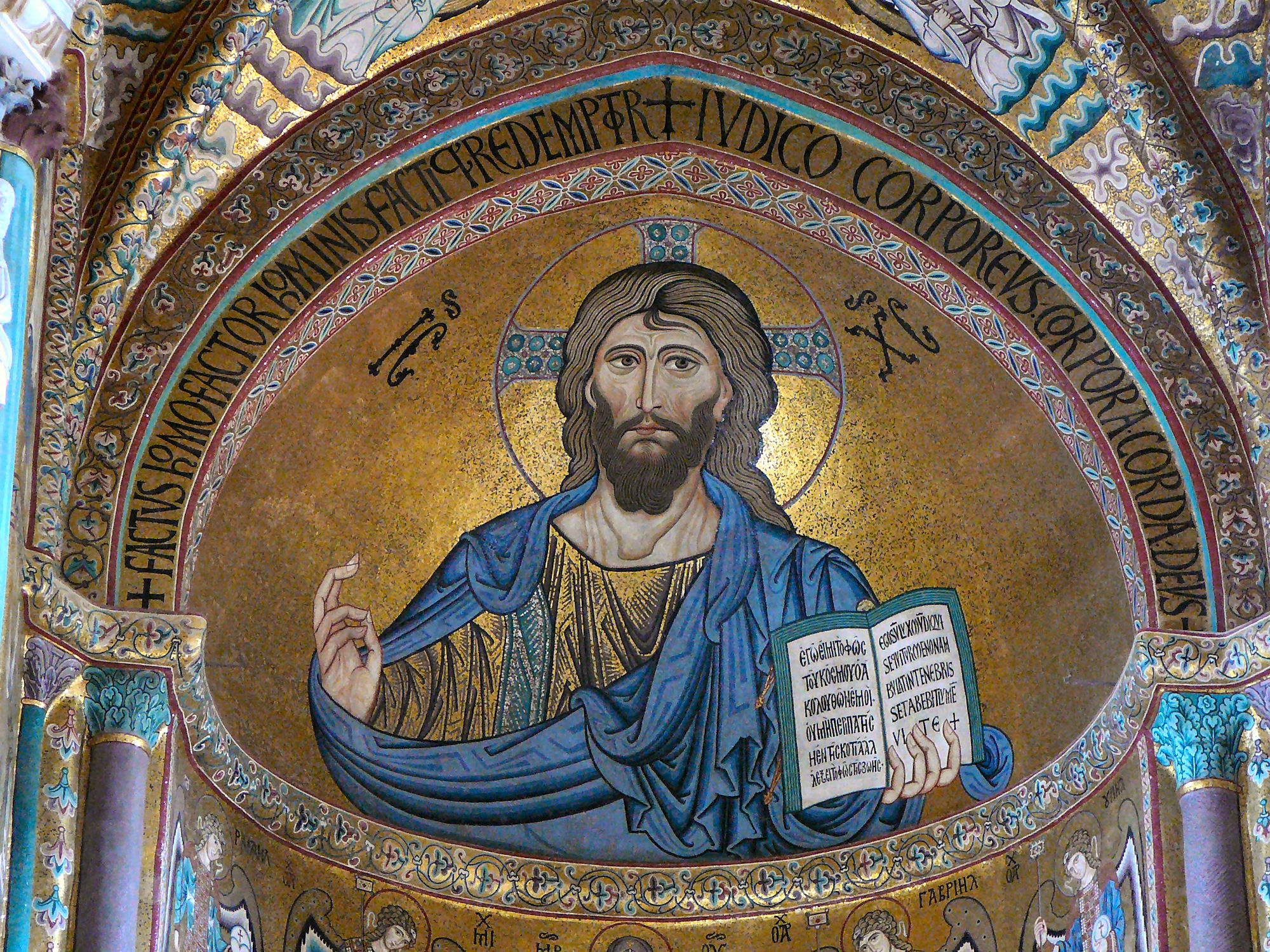
أيقونة المسيح الضابط الكل بفسيفساء على الطراز البيزنطي في كاتدرائية تشفالو، شيّدها روجر الثاني عام 1131.

في عام 965، أكمل المسلمون سيطرتهم على صقلية من الإمبراطورية البيزنطية بعد سقوط آخر قلعة يونانية هامة في طبرمين عام 962. بعد ذلك بثلاثة وسبعين عامًا، في عام 1038، بدأت القوات البيزنطية في استعادة صقلية تحت قيادة الجنرال اليوناني جورج مانياكيس. اعتمد هذا الغزو على عدد من مرتزقة أهل الشمال، الحرس الفارانجي، من بينهم ملك النرويج المستقبلي هارلد الثالث، وكذلك على عدة وحدات من النورمان. رغم أن وفاة مانياكيس في الحرب الأهلية البيزنطية عام 1043 أوقفت الغزو مبكرًا، تابع النورمان التقدم الذي أحرزه البيزنطيون وأكملوا الاستيلاء الجزيرة من الساراكينوس. كان النورمان، مرتزقة ومغامرين، يتوسعون جنوبًا مدفوعين بأسطورة عن جزيرة سعيدة ومشمسة في البحار الجنوبية. غزا النورمانيّ روبرت جيسكارد، ابن تانكريد هوتفيل، صقلية عام 1060. كانت الجزيرة منقسمة سياسيًا بين ثلاثة أمراء عرب، وثار عدد كبير من السكان البيزنطيين المسيحيين ضد الحكام المسلمين. بعد عام واحد سقطت مسينة في يد القوات تحت قيادة روجر بوسو (روجر الأول كونت صقلية المستقبليّ، شقيق روبرت جيسكارد)، وفي عام 1071 بسط النورمان سيطرتهم على باليرمو. وجهت خسارة المدن، والتي كان لكل منها ميناء حسن، ضربة قاسية لقوة المسلمين في الجزيرة. في النهاية سيطر النورمان على كامل صقلية. إذ سقطت نوتو، آخر معاقل العرب في الطرف الجنوبي من صقلية وجزيرة مالطا، في قبضة المسيحيين عام 1091.

## غزو النورمان لإفريقيا

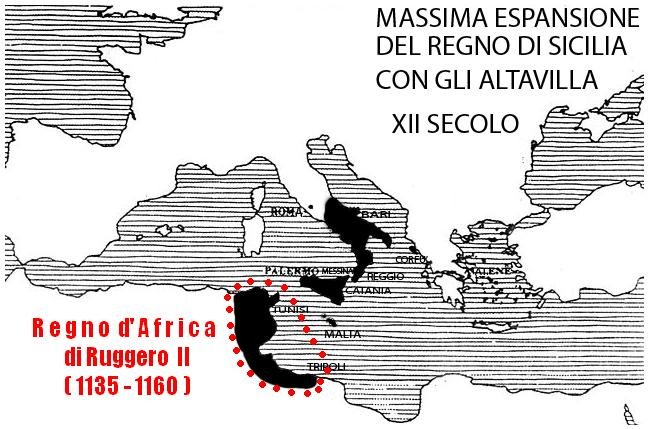
«مملكة إفريقيا» (Regno d'Africa) مُحددة باللون الأحمر

كانت مملكة إفريقيا امتدادًا للمنطقة الحدودية لدولة النورمان الإيطاليين في مقاطعة إفريكا الرومانية السابقة (إفريقية بالدارجة التونسية)، المقابلة لتونس وأجزاء من ما هو الجزائر وليبيا اليوم. المصادر الأولية الرئيسية عن المملكة باللغة العربية (لغة المسلمين)؛ المصادر اللاتينية (المسيحية) ضئيلة. وفقًا للمؤرخ هوبرت هوبن، «لا يجب على المرء أن يتحدث عن «مملكة النورمان في إفريقيا» لأن «إفريقيا» لم تُذكر أبدًا في اللقب الملكي لملوك صقلية. لكن «[دولة النورمان الإفريقية] بلغت حقًا مجموعة من المدن التي سيطر عليها النورمان على طول إفريقية الساحلية».
بدأ الغزو الصقلي لإفريقيا أثناء حكم الملك روجر الثاني خلال الفترة من عام 1146 حتى عام 1148. تألف الحكم الصقلي من وضع حاميات عسكرية في المدن الكبرى، وفرض تقييدات على السكان المسلمين المحليين، وحماية المسيحيين، وسكّ العملة. تُرِكت الطبقة الأرستقراطية المحلية كما هي إلى حد كبير، وسيطر الأمراء المسلمون على الحكومة المدنية تحت إشراف صقليّ. عُزِزَّت قوة الروابط الاقتصادية بين صقلية وإفريقيا، والتي كانت قوية قبل الغزو، وتوسعت العلاقات بين إفريقيا وشمال إيطاليا. في وقت مبكر من عهد ويليام الأول ملك صقلية، سقطت «مملكة» إفريقيا في يد الموحدين (1158-1160). كان إرثها الأكثر ثباتًا هو إعادة تنظيم قوى البحر الأبيض المتوسط التي نجمت عن زوالها، والسلام بين الإيطاليين-الموحدين الذي أُنهي عام 1180.